# DB-Baureihe E 41
Die Baureihe E 41 war eine für die Deutsche Bundesbahn erstmals im Jahr 1956 ausgelieferte Einheitselektrolokomotive für den Personenverkehr auf Nebenbahnen und den Nahverkehrsbetrieb. Sie wurde ab dem Jahr 1968 als Baureihe 141 geführt und war die leichteste Lok innerhalb des Konzepts der elektrischen Einheitslokomotiven.

## Entwicklungsgeschichte

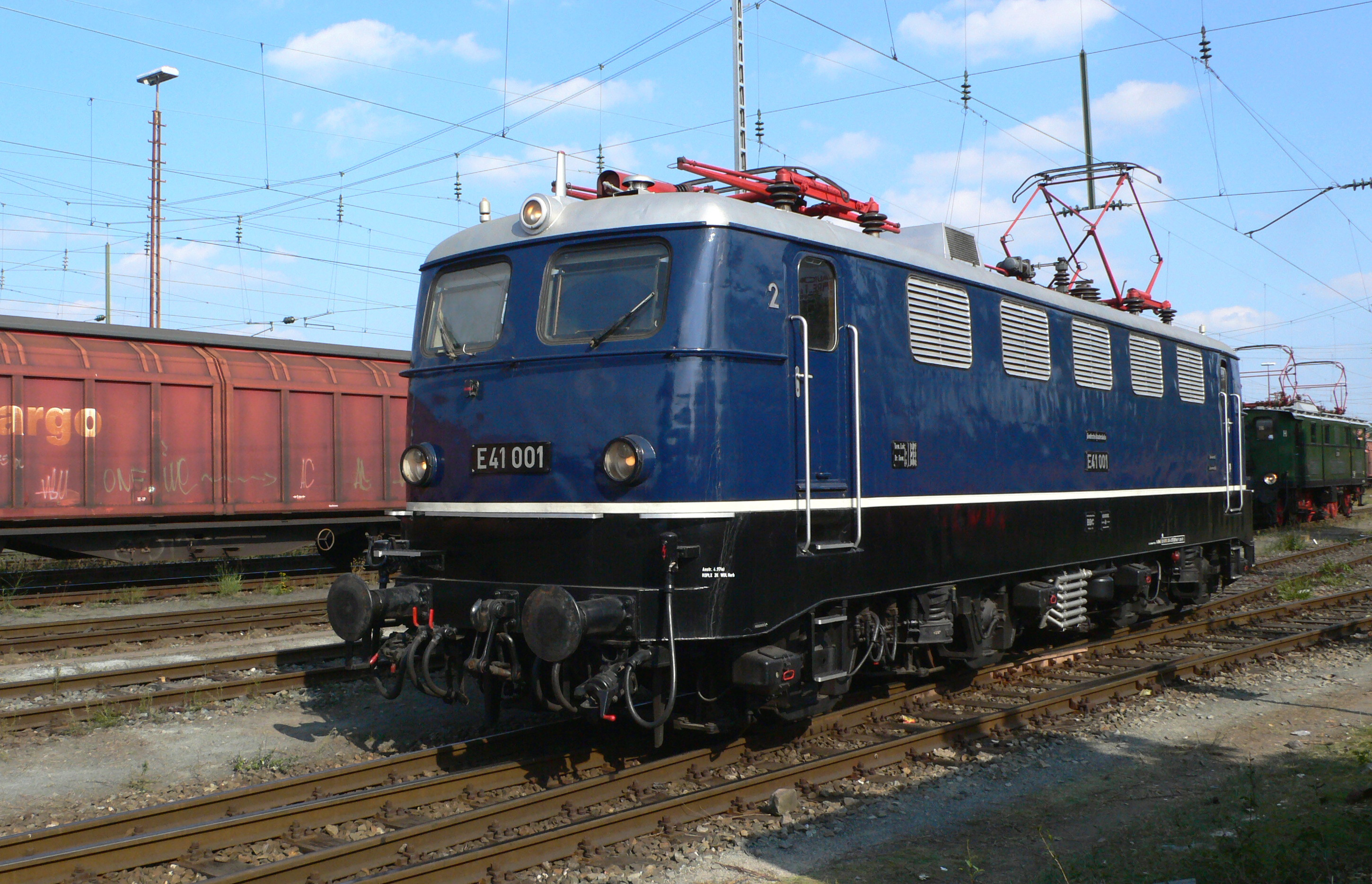
E 41 001 im September 2007

Im Jahre 1950 beschloss der zuständige Fachausschuss der Deutschen Bundesbahn die Beschaffung zweier Grundtypen von Elektrolokomotiven mit weitgehend standardisierten Bauteilen. Dies sollten eine sechsachsige Güterzuglok auf Basis der Baureihe E 94 und eine an die Baureihe E 44 angelehnte Mehrzwecklokomotive sein. Die Führerstände der Fahrzeuge sollten so gebaut werden, dass die Lokführer ihre Arbeit sitzend verrichten konnten; bei allen vorherigen Baureihen mussten sie stehend fahren, um die Aufmerksamkeit zu erhöhen.
Die Mehrzwecklok erhielt zunächst den Arbeitstitel E 46, wurde jedoch in E 10 umbenannt, nachdem sie durch Erhöhung der geforderten Höchstgeschwindigkeit formell eine Schnellzug-Lokomotive wurde. Ab dem Jahr 1952 lieferten alle namhaften Lokomotivfabriken in Deutschland insgesamt fünf Versuchslokomotiven der Baureihe E 10.0, in denen die Anforderungen des Bundesbahn-Zentralamts und ihre jeweiligen eigenen Vorstellungen verwirklicht waren. Das Versuchsprogramm ergab, dass zwei Typen von E-Loks nicht ausreichen würden, um allen Leistungsanforderungen gerecht zu werden. Das Typenprogramm wurde daher überarbeitet und enthielt in der neuen Fassung die Schnellzuglok E 10, die Güterzuglok E 40 (beide entwickelt von SSW/Krauss-Maffei), die Nahverkehrslok E 41 (entwickelt von BBC/Henschel) und die schwere Güterzuglok E 50 (entwickelt von AEG/Krupp).
Gemäß dem überarbeiteten Typenprogramm kam der Baureihe E 41 (ab 1968: 141) die Rolle der Nahverkehrs- und leichten Güterzuglok zu. Da sie auch auf elektrifizierten Nebenstrecken einsetzbar sein sollte, war eines der Entwicklungsziele, eine Achslast von 15 Tonnen nicht zu überschreiten. Gegenüber den anderen Typen des Einheitslokprogramms spielten niedrige Kosten eine größere Rolle. So erklären sich unter anderem die deutlichen Abweichungen im elektrischen Teil.

## Serienfertigung
Die E 41 001 wurde als erste Einheitselektrolokomotive am 27. Juni 1956 abgeliefert. Für diese Baureihe bestand – vor allem im Wendezugdienst um München – vordringlicher Bedarf. Die ersten E 41 wurden im Bw München Hbf beheimatet.
Zwischen 1956 und 1971 wurden insgesamt 451 Lokomotiven der Baureihe E 41 beschafft; die letzten 16 Stück trugen bereits bei Ablieferung die neue Baureihenbezeichnung 141. An der Herstellung waren Henschel, Krauss-Maffei und Krupp (mechanischer Teil) sowie AEG, BBC und SSW (elektrischer Teil) beteiligt. Die bis April 1959 gefertigten Loks (bis E 41 071) trugen der bis dahin geltenden Vorschrift entsprechend eine stahlblaue Lackierung. Alle Lokomotiven besaßen eine Wendezugsteuerung (141 436-442, 447-451 auch mit ZWS). Einige davon erhielten nachträglich eine Ausrüstung für den Einsatz vor S-Bahnen im Großraum Rhein-Ruhr (Versuchsbetrieb mit 141 248 und dem sogenannten Karlsruher Zug 1977) und im S-Bahn-Netz Nürnberg ab 1987.
Versuchsweise erhielten die fünf zuletzt gelieferten 141er eine elektrische Nutzbremse, die die Bremsenergie in die Fahrleitung zurückspeisen konnte. Diese Maschinen waren durch eine kastenförmige Haube auf dem Dach, unter der Teile der dafür erforderlichen Zusatzausrüstung untergebracht sind, von den Exemplaren ohne Nutzbremse unterscheidbar.
Wie alle Einheitselektrolokomotiven erhielt die Baureihe E 41 zwei große untere Lampen mit integrierten Schlussleuchten. Ab Ordnungsnummer 121 wurden Doppelleuchten mit getrennten Leuchtkörpern für das Spitzen- und das Nachtschlusssignal verbaut. Bei Revisionen wurden häufig die alten Lampen durch die moderne Version ersetzt, was sogar zu Maschinen mit verschiedenen Leuchtentypen an den beiden Stirnseiten führte.
An den Seitenwänden wiesen die ersten Loks noch zwei Maschinenraumfenster an der linken und eines an der rechten Längsseite auf. Da sich der Gesamteintrittsquerschnitt für die Kühlluft als zu gering herausstellte, wurden diese Fenster durch zusätzliche Lüftungsgitter ersetzt. Die Bauart Schwaiger mit waagrechten Lamellen wurde bis E 41 078 eingebaut. Ab Nr. 079 wurden vereinzelt und ab Nr. 121 durchgängig Doppeldüsen-Lüftergitter der Bauart Krapf & Lex mit senkrechten Unterteilungen verwendet. Anlässlich von Hauptuntersuchungen wurde später in beide Richtungen getauscht.
Bis zur Ordnungsnummer 435 erhielten die Maschinen umlaufende Dachrinnen, die ab 1970 vielfach durch Regenleisten über den Frontfenstern und Türen ersetzt wurden. Rangierergriffe ersetzten zunehmend die Griffstangen an den Frontseiten.

## Konstruktionsmerkmale

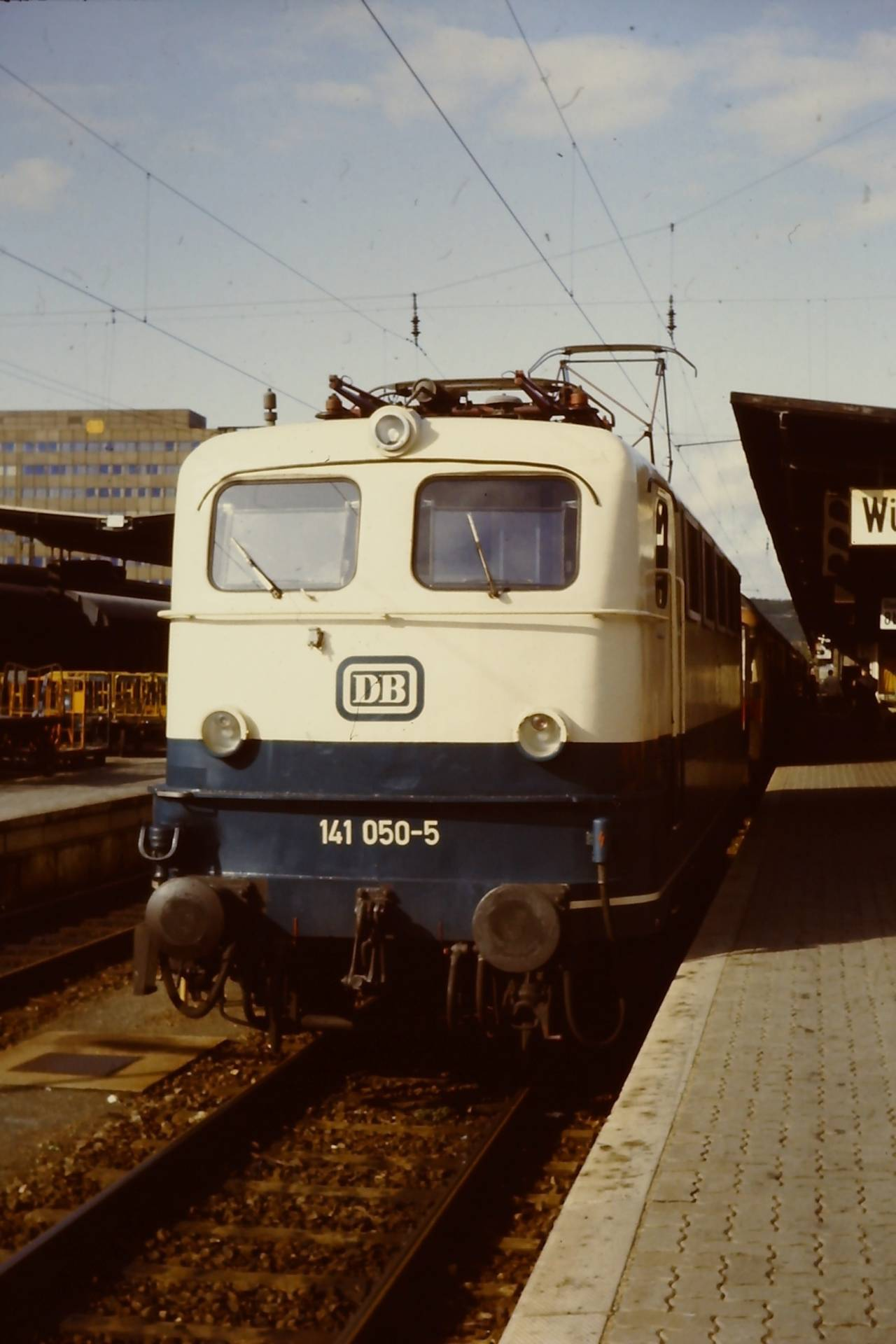
141 050 mit Einfachlampen und Griffstange in ozeanblau/elfenbein, Würzburg Hbf 1983

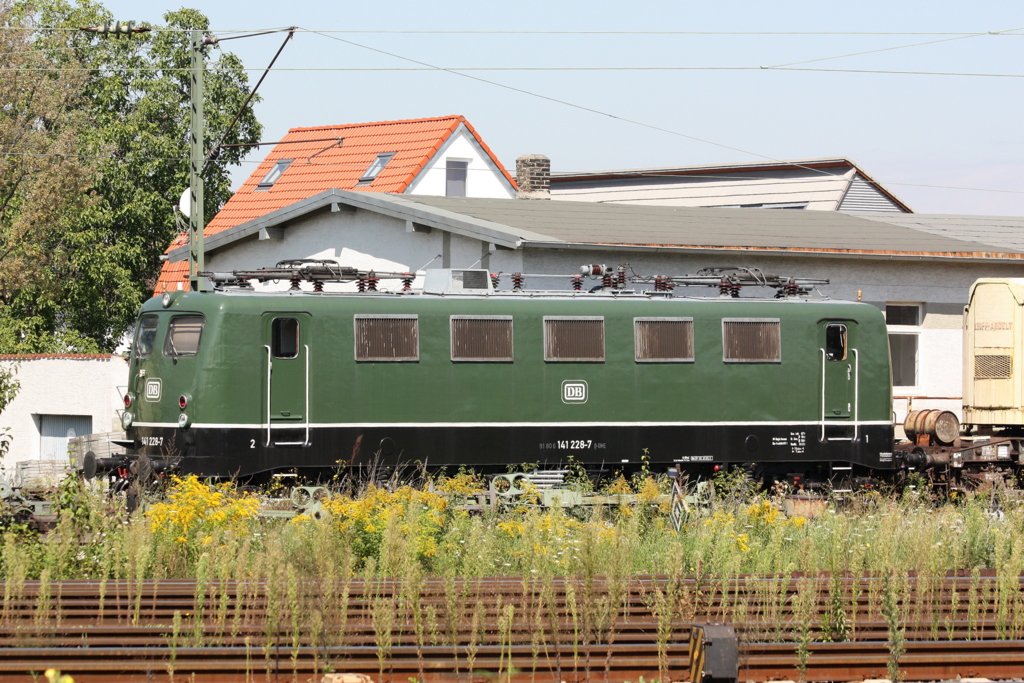
141 228-7 (Bo' Bo', Henschel, BBC 30431 mit Doppellampen in grün, Museumslok in Darmstadt-Kranichstein)

Wie alle Lokomotiven des Einheitslokomotivprogramms hatte die E 41 mit Drehzapfen ausgeführte Drehgestelle, die aus einer geschweißten Kastenkonstruktion bestanden. Der geschweißte Brückenrahmen stützt sich über Schraubenfedern und Gummielemente auf den Drehgestellen ab. Der Brückenrahmen und der geschweißte Kastenaufbau bilden eine selbsttragende Einheit. Zum Bremsen wird eine indirekt wirkende Druckluftbremse Bauart Knorr und zum Rangieren eine direkt wirkende Zusatzbremse verwendet.
Die Fahrmotoren der E 41 wurden aus denen des Elektrotriebzuges ET 30 weiterentwickelt; sie sind zehnpolig und tragen die Bezeichnung ABM 6651.
Wie alle Lokomotiven des Einheitslokprogramms erhielt die E 41 den Gummiringfeder-Antrieb der Siemens-Schuckertwerke (SSW), der sich in den ersten E 10 bewährt hatte.
Als Fahrmotorlüfter wurden Radiallüfter verwendet. Jeweils zwei Lüfter sind zu einem Lüfteraggregat zusammengefasst, das von einem AEG-Einheitshilfsbetriebemotor EKS-200 angetrieben wird. Die Kühlluft wird dabei aus dem Maschinenraum angesaugt.
Auf dem Dach befinden sich die Scheren-Stromabnehmer Bauart DBS 54a. Daran schließen sich die obligatorischen Dachtrenner, der Druckluft-Hauptschalter und Oberspannungswandler zur Überwachung der Spannung in der Oberleitung an. Die Transformatoren sind Dreischenkel-Trafos mit Ölkühlung. Als Ölkühlerlüftermotor wurde wegen der geringeren erforderlichen Leistung und wegen des geringeren Gewichts nicht wie in den anderen Baureihen des Einheitslokomotivprogramms der Hilfsbetriebemotor EKS-200, sondern ein BBC-Einphaseninduktionsmotor mit Kondensatorhilfsphase verwendet. Ursprünglich wurde die Kühlluft für den Ölkühler aus dem Maschinenraum angesaugt und je nach Stellung der Luftklappen zurück in den Maschinenraum oder unter die Lok ins Freie ausgeblasen. Weil die Trafokühlung recht knapp ausgelegt war und die Baureihe 141 daher zu hohen Öltemperaturen neigte, aber auch weil infolge der Führung der gesamten Kühlluft durch den Maschinenraum besonders beim Schieben im Wendezugbetrieb sehr viel metallischer Bremsstaub in den Maschinenraum gesaugt wurde, der sich dort ablagerte und zur Vermeidung von Überschlägen an elektrischen Bauteilen einen hohen Reinigungsaufwand erforderte, wurde Ende der 70er / Anfang der 80er Jahre die Luftführung für die Trafoölkühlung geändert. Die Maschinen bekamen über dem Ölkühlerlüfter eine kleine Dachhaube mit Gittern, sodass die Kühlluft für den Trafoölkühler nun ohne Umweg über den Maschinenraum direkt von außen angesaugt wurde.
An Sicherheitseinrichtungen auf dem Führerstand sind die mechanische oder elektronische Sicherheitsfahrschaltung, Punktförmige Zugbeeinflussung (inzwischen entsprechend den neuen Vorschriften mit Softwareversion der PZB 90) und Zugfunk-Geräte vorhanden. Ab Ende der 1990er Jahre wurde die nun bei Lokomotiven im Reisezugverkehr zwingend vorgeschriebene Türblockierung ab 0 km/h (TB0) nachgerüstet. Zusätzlich besaßen alle S-Bahn-141 sowie für das „Fahren ohne Zugbegleiter“ auch etliche weitere Maschinen die frequenzmultiple Zugsteuerung (FMZ). Obwohl dieses Projekt nie verwirklicht wurde, zahlte sich die Investition in die FMZ aber dennoch aus, denn bei der Bespannung von Doppelstockzügen konnten die Türen so seitenselektiv freigegeben werden. Auf den Lokomotiven 141 400 und 403 wurde zwischen Hildesheim und Helmstedt eine damals noch Konzug (Kontinuierliche Zugüberwachung) genannte frühe Form der Linienzugbeeinflussung erprobt.
Sämtliche 141 besitzen die konventionelle Wendezugsteuerung über das 36-polige Steuerkabel, wodurch der Wendezugbetrieb erstmals flächendeckend eingeführt werden konnte. Mit 141 091 wurde ab 1960 ein Vorläufer der späteren Zeitmultiplexen Wendezugsteuerung erprobt, bei dem die Steuerbefehle als Tonfrequenzsignal über die elektrische Zugheizleitung übertragen wurden. Die 141er der Nürnberger S-Bahn besaßen schließlich die zeitmultiplexe Wendezugsteuerung (Tonfrequenz-Multiplex-Steuerung, bei der Steuerimpulse über das UIC-Kabel (Lautsprecherkabel) übertragen werden), wodurch sie nach dem Ende der S-Bahn-Einsätze sehr flexibel, z. B. mit Doppelstockwendezügen, eingesetzt werden konnten, was jedoch die Leistungsfähigkeit der Maschinen an ihre Grenzen führte. Außerdem besaßen sie im linken Führerstandsfenster eine Rollbandanzeige für die Liniennummer und das Fahrtziel.

### Steuerung
Als einziger Typ des Einheitslokprogramms erhielt die E 41 ein Schaltwerk auf der Niederspannungsseite des Transformators, während man bei allen anderen Baureihen des Einheitslokprogramms auf eine hochspannungsseitige Steuerung setzte. Dieses hatte eine charakteristische Geräuschentwicklung, was neben den großen Zugkraftsprüngen zu den Spitznamen „Knallfrosch“, „Sektkorken“ oder „Schießbude“ für diese Lokomotiven führte.
Neben der Niederspannungsseite des Schaltwerkes besitzt dieses gegenüber den anderen Einheitslokomotiven noch andere deutliche Abweichungen. So ist der Stufenwähler der E 41 als Rundwähler ausgeführt, und zwar mit zwei halbkreisförmigen Doppelkontaktbahnen, die daher rühren, dass der Transformator zwar nur 14 Stufenanzapfungen besitzt, die 28 vorhandenen Dauerfahrstufen aber durch drei Stromteiler zustande kommen. Jeweils zwei Kontaktklötze im Wähler sind also an jeweils eine Trafo-Anzapfung angeschlossen. Die Stromteiler haben also nun erstens die Aufgabe, ein Überschalten ohne Motorstromunterbrechung auszuführen (bei den E 10/E 40/E 50 durch Überschaltwiderstand geregelt), und zweitens, den Strom einer Anzapfung zu teilen, um zwei verfügbare Spannungen zu erzeugen. Die beiden Kontaktrollenpaare im Wähler werden dann von zwei Armen über ein Malteserkreuz schrittweise abwechselnd immer ein Stückchen über die Kontakte weitergeschoben, was stromlos erfolgen muss, da der Wähler kein Leistungsschalter ist. Vier außerhalb liegende Lastschalter sorgen für den stromlosen Übergang. Es schaltet immer nur ein Lastschalter (im Gegensatz zum N28h, Vor- und Hauptkontakt der E 40/E 10; den Vorkontakt gibt es hier nicht). Das heißt, eine Kontaktrolle liegt auf einem Klotz; der Arm bewegt diese nun auf die nächsthöhere Anzapfung; ein Lastschalter öffnet und sorgt für den stromfreien Übergang – die nächste Fahrstufe ist erreicht. Nun schaltet der Lokführer in die nächste Stufe, die Rolle bewegt sich weiter, bleibt aber auf dem Klotz. Wieder öffnet ein Lastschalter, und die Stromteiler teilen nun die Spannung der Anzapfung auf. Die neue Fahrstufe ist erreicht. Dies erfolgt immer wieder in diesen abwechselnden Schritten, solange der Lokführer weiterschaltet.
Das typische Knallen der E 41 wird durch das sekundärseitige Schalten hervorgerufen. Bei Strömen von bis zu 2 kA entsteht sowohl im Transformator als auch um den Leiter ein starkes Magnetfeld. Beim Umschalten bricht das Magnetfeld zusammen und induziert eine Hochspannung, die im Schalter bis zur Entladung des Feldes einen Schaltlichtbogen erzeugt. Das dabei entstehende Plasma verursacht wie ein Gewitterblitz einen Knall. Dieser Strom induziert wiederum je nach Schaltrichtung innerhalb des Transformators eine Störspannung, die das teils extreme Rucken verursacht. BBC machte sich daraufhin Gedanken, wie man dafür eine Lösung finden könnte, und baute versuchsweise zusätzlich vor den Stromteilern einen Überschaltwiderstand ein, was die Induktionsspannungen dämpfte; die Bundesbahn aber entschied sich gegen die Umrüstung, weshalb die Loks bis zu ihrer Ausmusterung weiterhin knallten. Lediglich die Loks für die Nürnberger S-Bahn bekamen nach Anwohnerbeschwerden Schalldämmhauben für das Schaltwerk.

## Einsatz

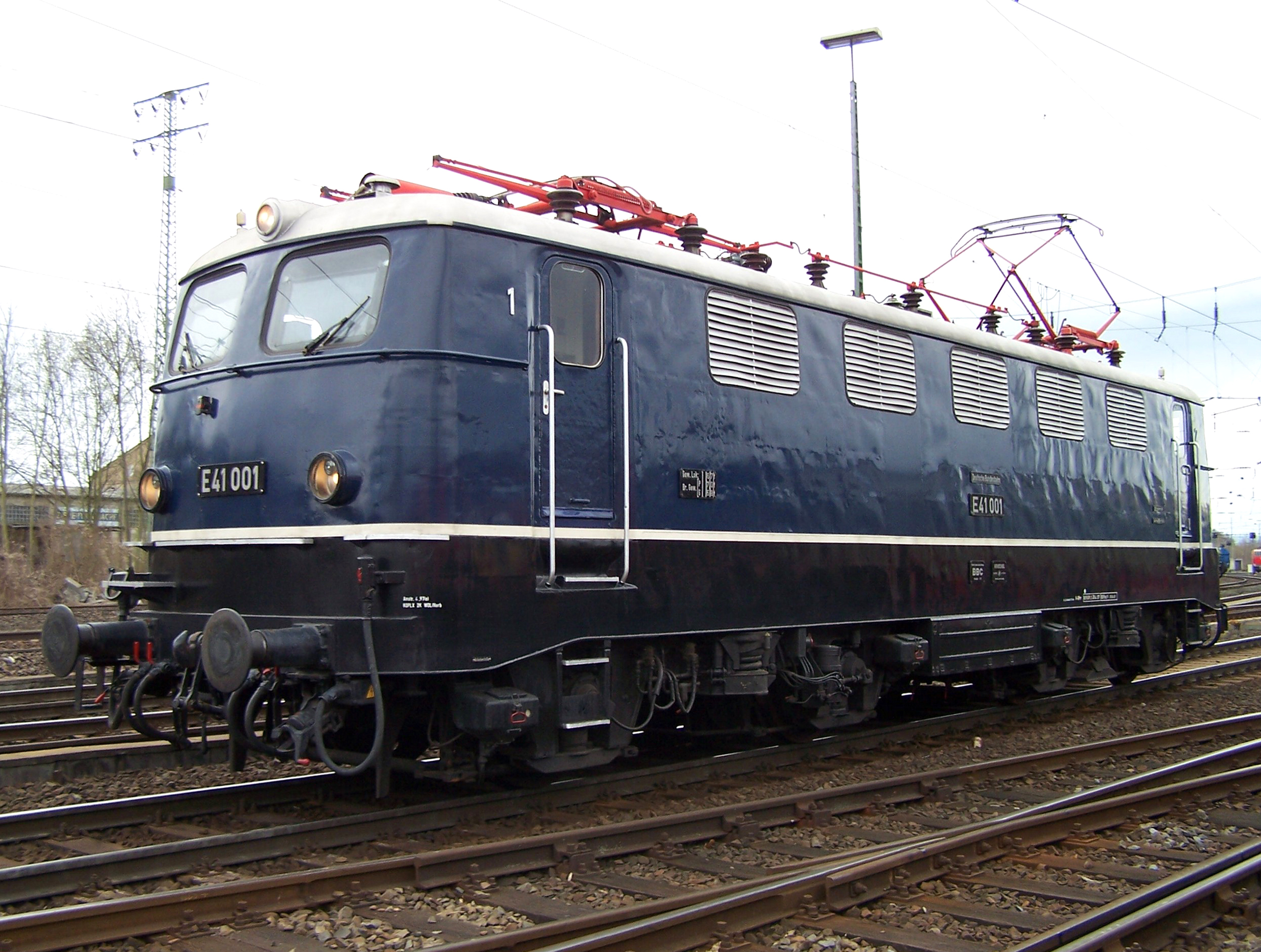
Fernverkehrsblaue E 41 001 bei einer Fahrzeugparade des DB Museums in Koblenz-Lützel, einer Zweigstelle des Verkehrsmuseums in Nürnberg, 2010

In den ersten Jahren wurde die E 41 nicht nur im Wendezugdienst mit n-Wagen verwendet. Sie kam auf Nebenstrecken vor Güterzügen und sogar vor Schnellzügen zum Einsatz. Letzterer Einsatz endete, als die DB Ende der 1950er Jahre die Höchstgeschwindigkeit ihrer Schnellzüge auf 140 km/h anhob. Das Haupteinsatzgebiet blieb aber die Bespannung von Wendezügen, deren erste Einsätze im Raum München, dem Ruhrgebiet und dem Saarland erfolgten.
Die Loks der Baureihe E 41 waren z. B. in den Großräumen um Nürnberg, München, Saarbrücken, Trier, Hamburg, Frankfurt am Main und Dortmund aktiv, nach der Wiedervereinigung 1990 auch auf der Saalebahn zwischen Camburg und Probstzella bis nach Naumburg und Göschwitz.

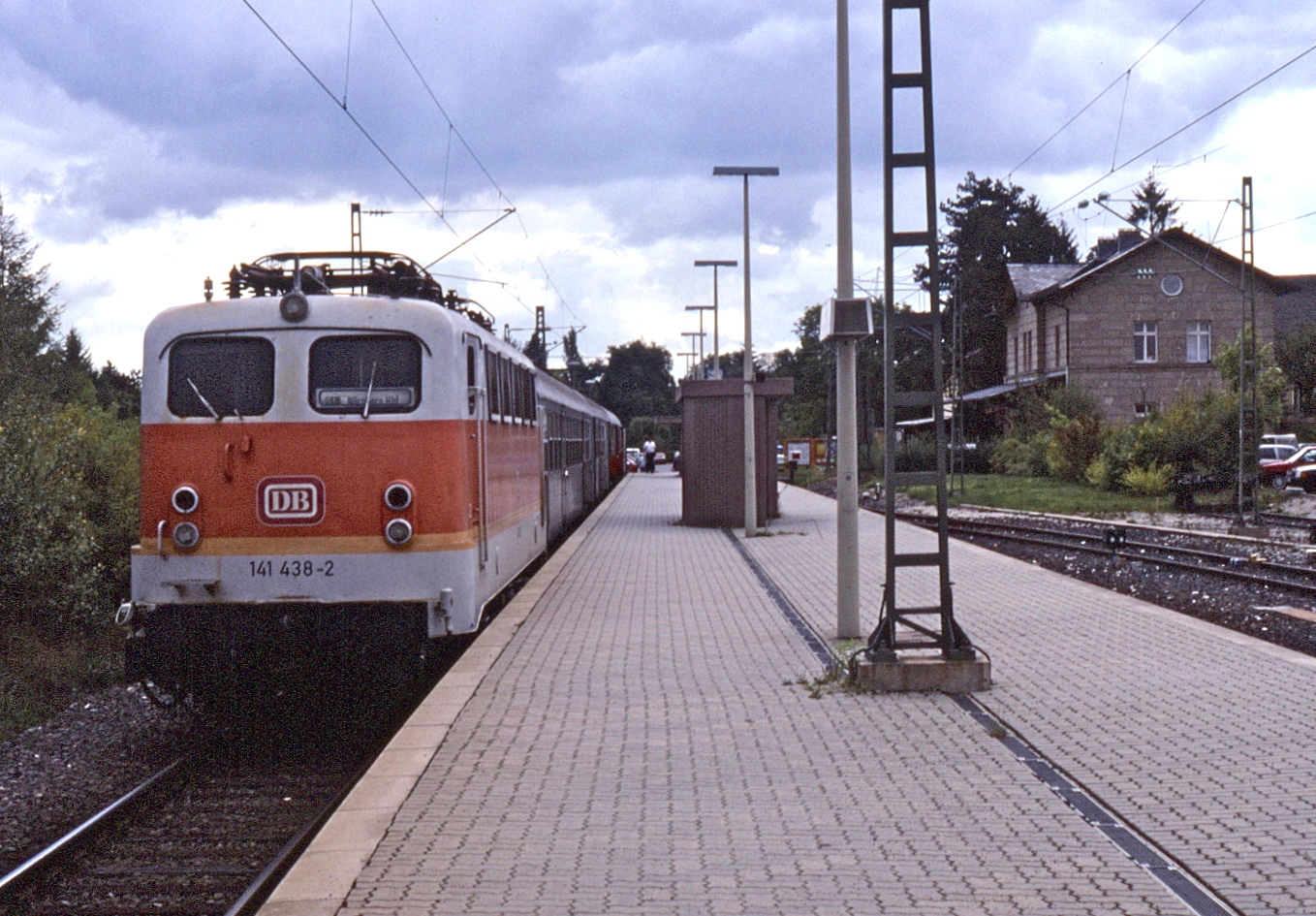
Nürnberger 141 in S-Bahn-Produktfarben und mit Rollbandanzeige, 1991

1987 wurden die sieben Lokomotiven 141 436 bis 141 442 für den Einsatz bei der neueingerichteten S-Bahn Nürnberg hergerichtet. Sie erhielten die S-Bahn-Lackierung in Orange/Kieselgrau und wurden mit aus x-Wagen gebildeten Wendezugeinheiten eingesetzt. Diese Maschinen wurden bis 1994 durch die Baureihe 143 (ehemalige BR 243 der Deutschen Reichsbahn) ersetzt und umlackiert.
Viele Verkehrsleistungen der 141 wurden nach der Deutschen Wiedervereinigung insbesondere durch die Lokomotiven der Baureihe 143 übernommen. Heute besetzen auch Triebzüge der Reihe 425 die früheren Einsatzfelder der Baureihe 141.

### Lackierungsvarianten
Die Baureihe 141 spiegelt die verschiedenen Farbschemata der Deutschen (Bundes-)Bahn wider, sie wurde in sechs verschiedenen Varianten lackiert:
Die ersten Maschinen (E 41 001 bis E 41 071) waren im Sinne des damals gültigen Konzepts als Elektrolokomotive mit einer Höchstgeschwindigkeit von 120 km/h als Schnellzuglokokomotiven klassifiziert und daher in Stahlblau (RAL 5011) lackiert. Nach der Änderung des Konzepts (Heraufsetzung der zur Klassifizierung als Schnellzuglokomotive notwendigen Höchstgeschwindigkeit auf 140 km/h) wurde die Lackierung in das für Personenzug- und Güterzugloks vorgesehene Chromoxydgrün (RAL 6020) abgeändert, und die blauen Maschinen wurden anlässlich von Hauptrevisionen mit Farberneuerung umlackiert. Versuchsweise erhielt die E 41 373 statt des tiefschwarzen einen hellgrauen, die 374 einen ockerfarbenen Brückenrahmen. Es folgten ab April 1975 die ozeanblau-elfenbeinerne Variante (RAL 5020 und RAL 1014, in größerer Stückzahl erst ab ca. 1978) und ab März 1987 orientrote Loks mit „Lätzchen“ (zuerst in Hamburg – bundesweit in größerer Stückzahl erst Ende der 1990er-Jahre). Letzte Variante war ab Oktober 1997 das aktuelle Verkehrsrot (dominant erst ab 2001/02). Sieben Nürnberger 141er erhielten 1987 eine Lackierung in den damals gültigen S-Bahn-Produktfarben Orange/Kieselgrau.
Die Hagener 141 248 erhielt im Januar 1977 einen asymmetrischen S-Bahn-Versuchslack, der der allgemeinen ozeanblau-elfenbeinernen Farbgebung ähnelt. Die Lok sollte immer mit der gleichen Seite an einem mit blauen Fensterband umgerüsteten Versuchszug der BD Essen aus umgebauten n-Wagen für den S-Bahn-Verkehr am Zug hängen, damit Lokomotive und Wagen farblich harmonierten. Dieser sogenannte Karlsruher Zug war der Prototyp für die bis Dezember 2020 noch eingesetzten S-Bahn-Züge, gebildet aus Lokomotiven der Baureihen 111 bzw. 143 und drei bis fünf x-Wagen. Ein weiterer Sonderling war 141 378 mit einem blauen Dachanstrich über dem ozeanblau-elfenbeinernen Einheitslack.

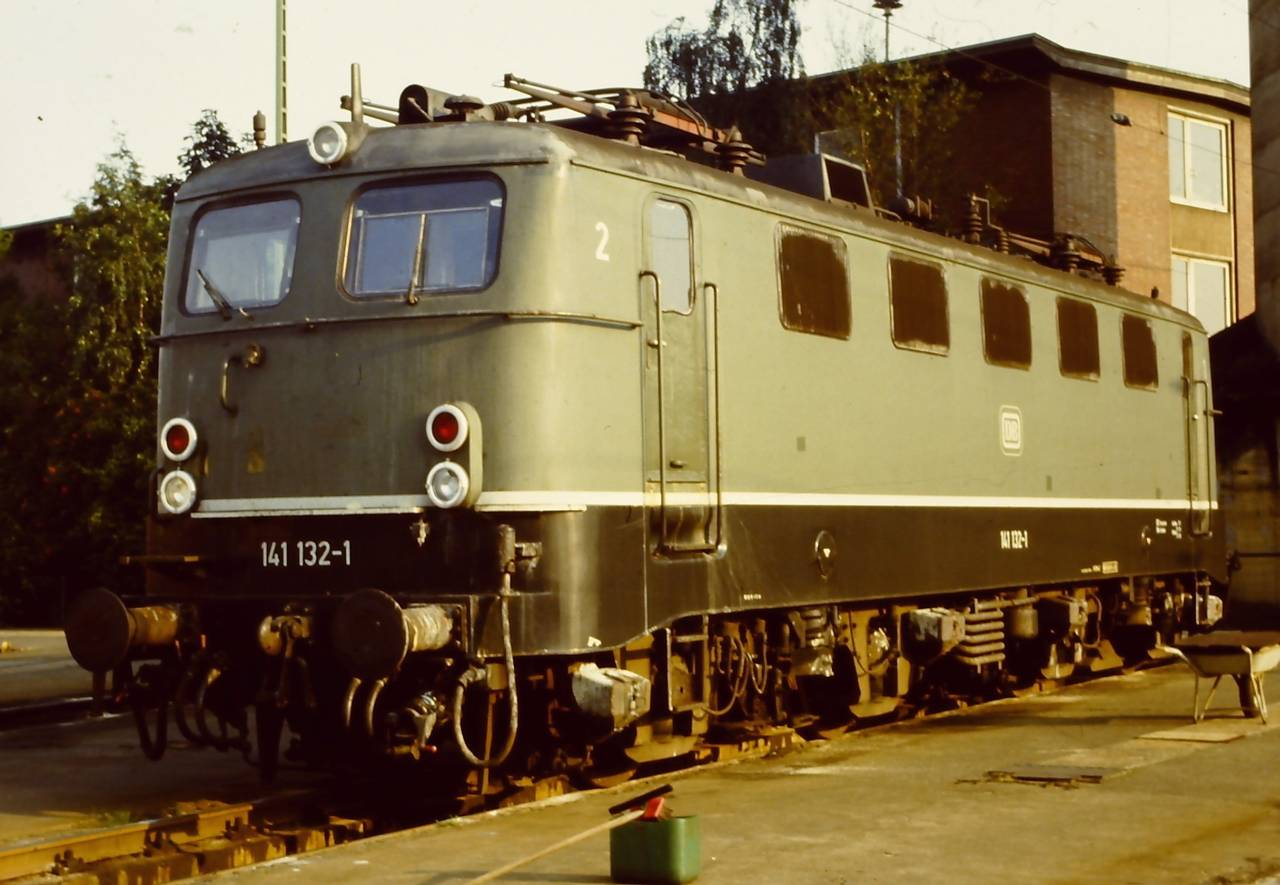
Chromoxydgrüne 141 132 im Bw Bremen Hbf, 1984
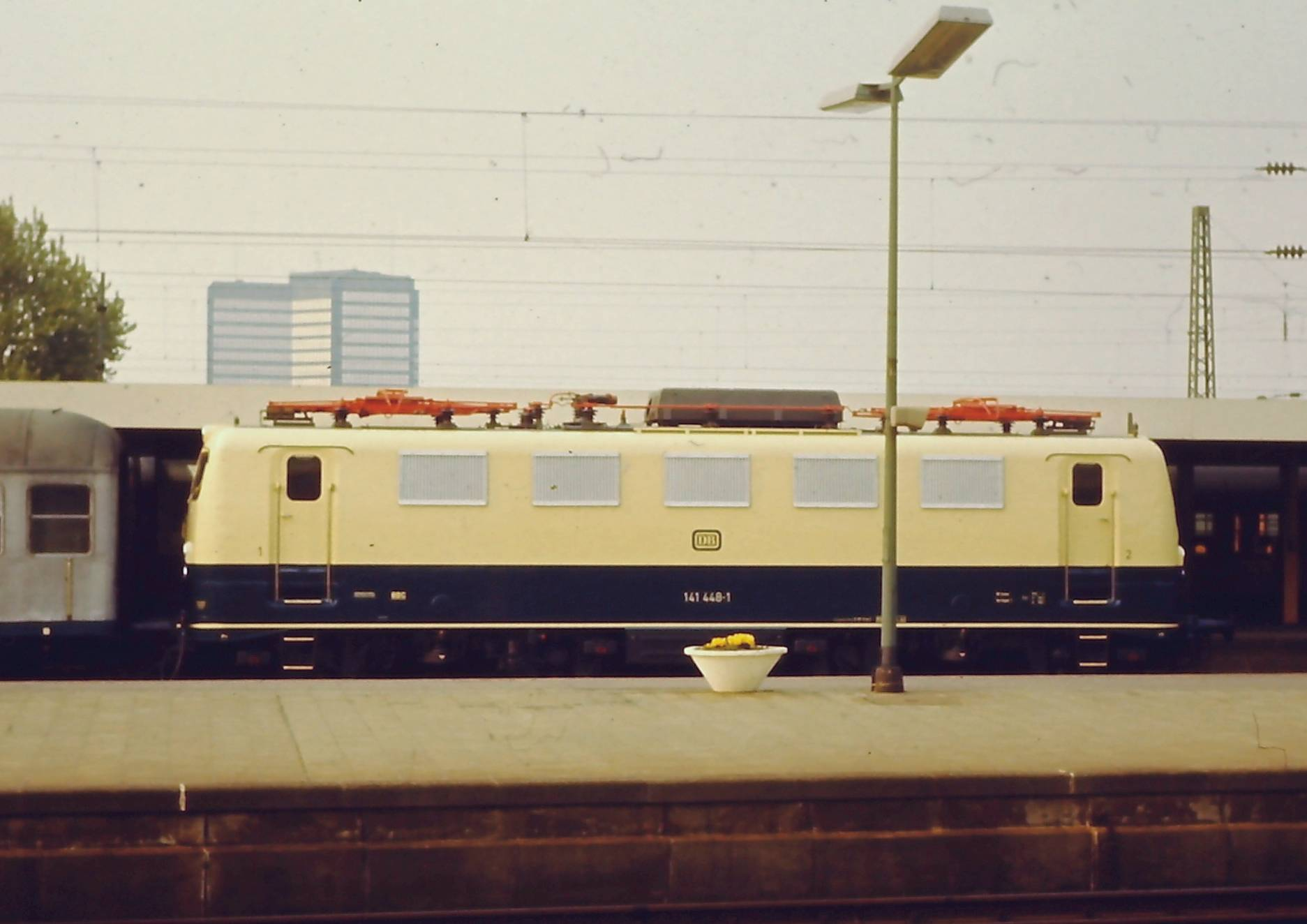
141 448 frisch lackiert mit neuen Lüftergittern in Essen Hbf – der graue Aufbau auf dem Dach enthält Bauteile der elektrischen Nutzbremse
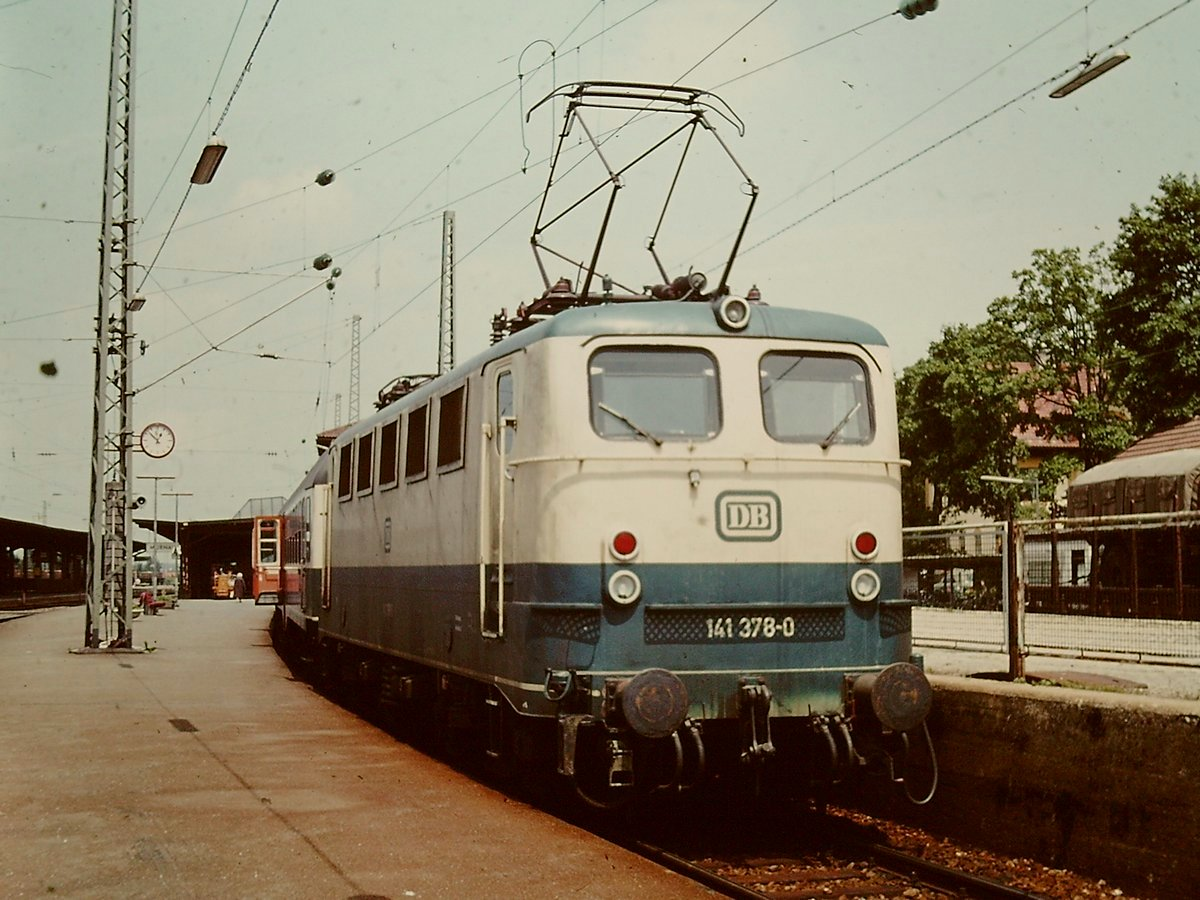
141 378 mit türkisem Dach in Murnau, 1983
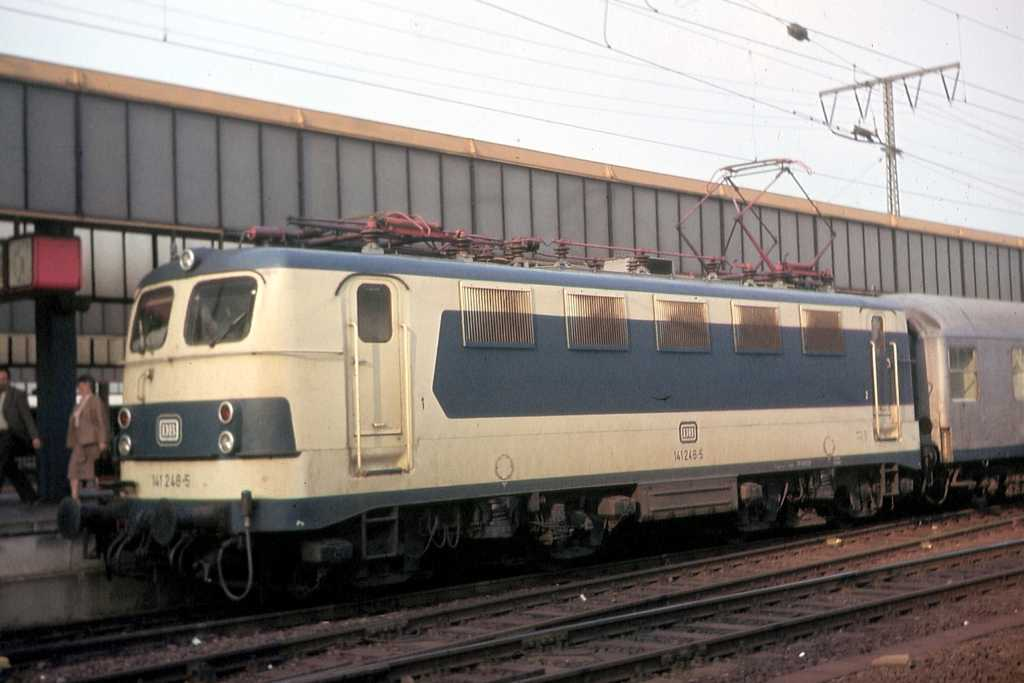
141 248 (lackiert für den Karlsruher Zug) in Essen Hbf, 1983
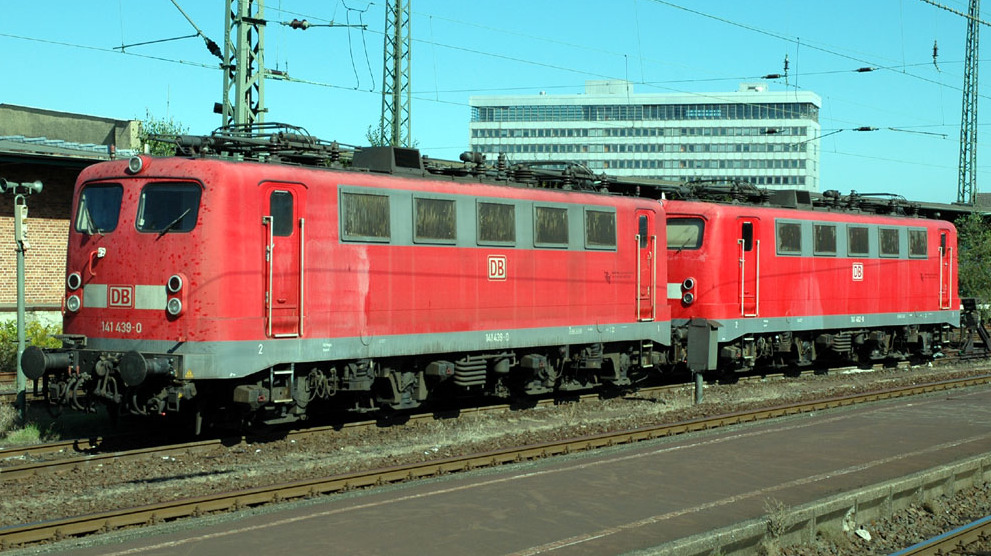
„Verkehrsrote“ 141 439 und 402 in Kassel Hbf, 2006
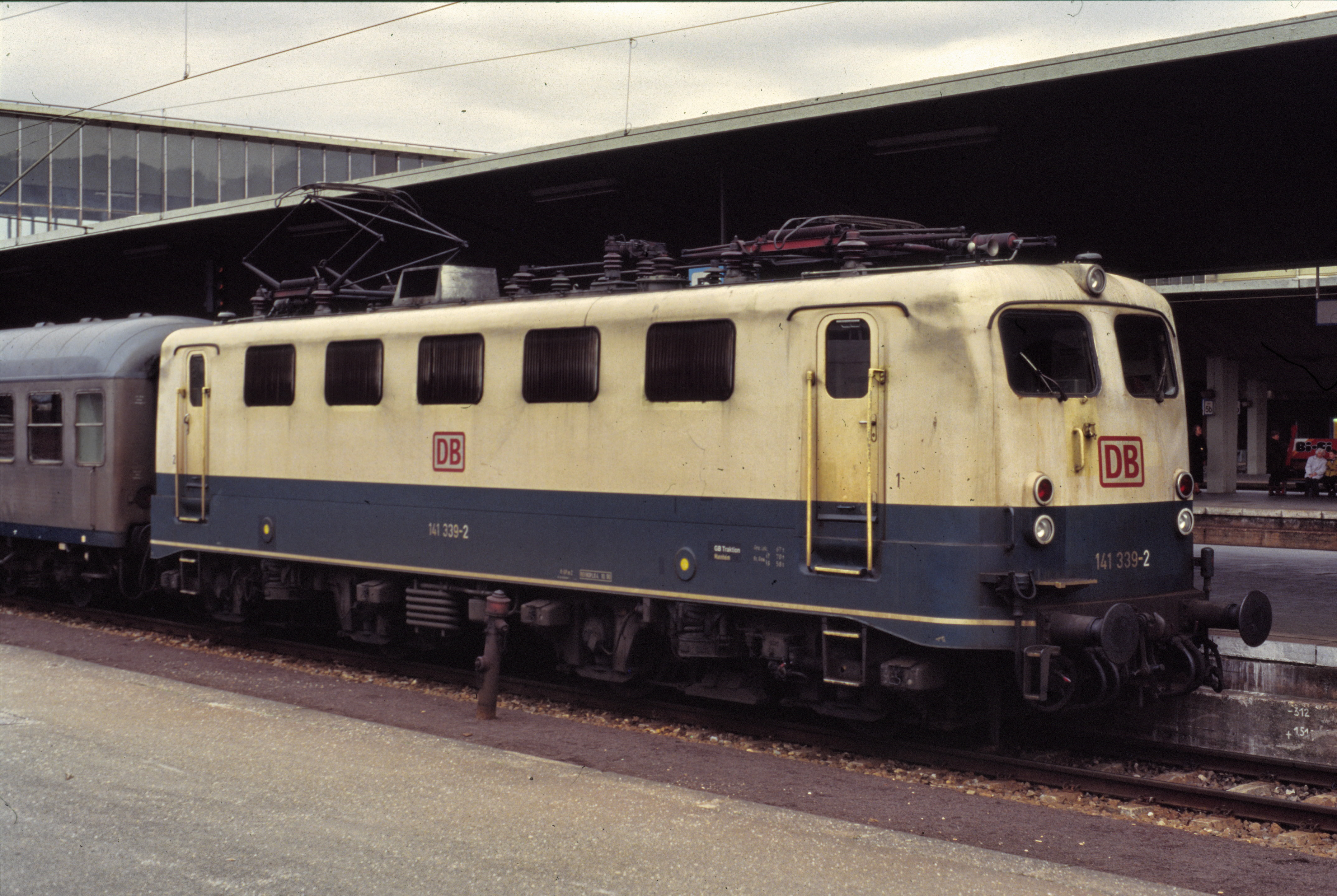
141 339 in Heidelberg Hauptbahnhof, 1995
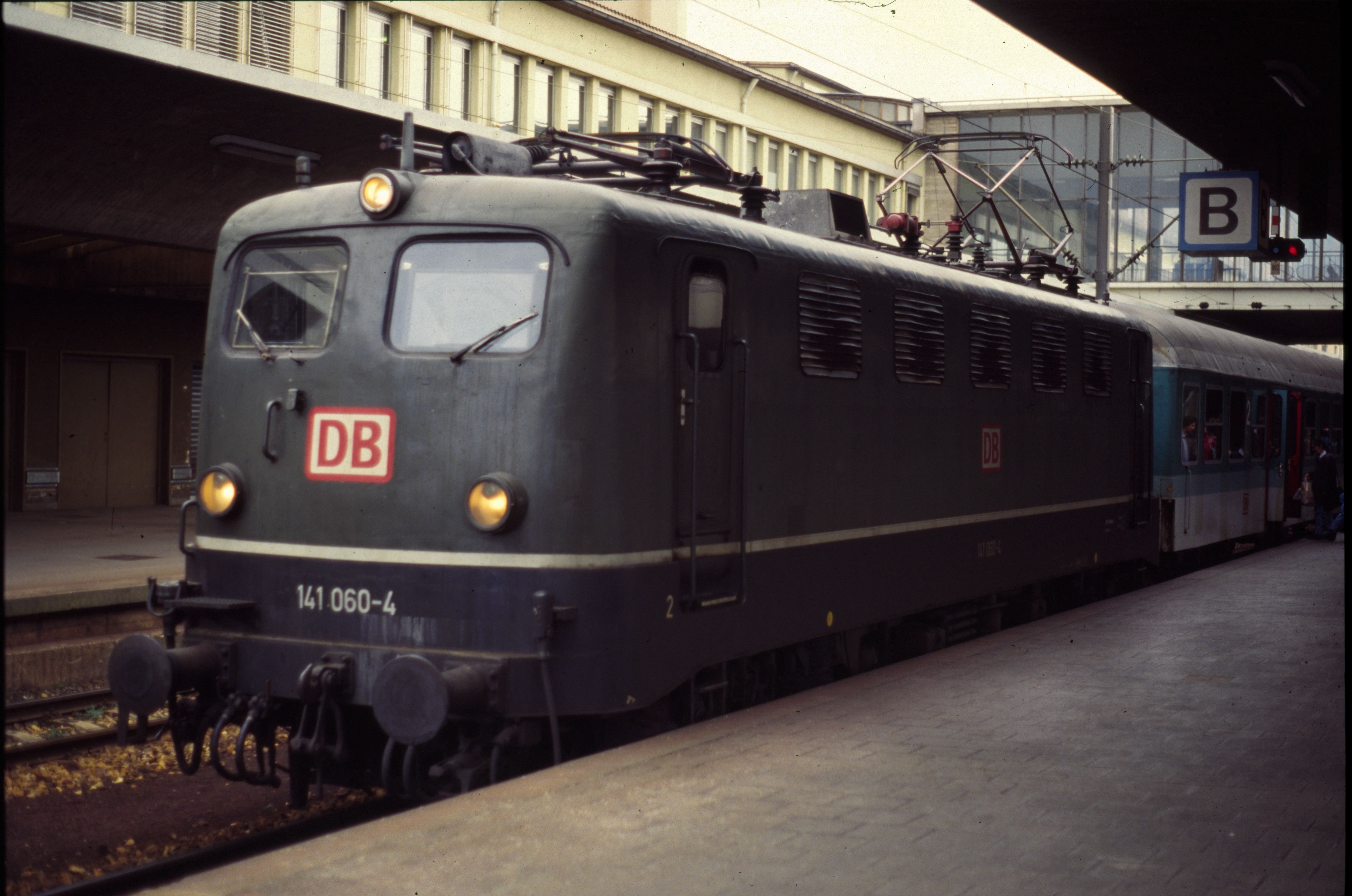
141 060 in Heidelberg Hauptbahnhof, 1995

## Ausmusterung
Bereits Ende der 1980er Jahre stellte die Deutsche Bundesbahn Überlegungen an, sich mittelfristig von der Baureihe 141 zu trennen. So erfolgten erste Bestandsreduzierungen bereits 1987, weit früher als bei den anderen Einheitslok-Baureihen. Folgerichtig sollte die Baureihe 141 nicht mehr in das orientrote Farbschema integriert werden, von auf spezielle Einsatzgebiete (Citybahn Hamburg – Stade, „Wiesbaden City“ Frankfurt – Mainz – Wiesbaden) zugeschnittenen Maschinen abgesehen. Die deutsche Wiedervereinigung, die zunehmende Vertaktung des Nahverkehrs, welche enorme Mehrleistungen besonders für wendezugfähige Lokomotiven im Regionalverkehr erforderte, und nicht zuletzt die infolge der Bahnreform durchgeführte Verteilung der Baureihen auf bestimmte Geschäftsbereiche der DB, die vor allem einen Einsatz der DB Cargo zugeschlagenen Baureihe 140 in den Plänen der zu DB Regio gehörenden Baureihe 141 unterband, sorgten jedoch dafür, dass eine frühzeitige Ausmusterung der Baureihe sich als nicht praktikabel erwies. Ab Mitte der 1990er Jahre wurden die Maschinen schließlich orientrot lackiert, ab 1997 wurden sie auch in das neue verkehrsrote Farbkonzept der DB AG miteinbezogen.
So konnten bis zum Ende der 1990er Jahre die Leistungen in den angestammten Einsatzgebieten weitestgehend erhalten werden; die Anzahl der aktiven 141er zum 31. Dezember 1999 belief sich auf 334 von ehemals 451 Maschinen, die sich auf die Standorte Braunschweig (nach Übernahme der Seelzer und Hamburger Bestände während des Jahres 1999), Dortmund, Frankfurt/M., Nürnberg und Saarbrücken verteilten und von ihren Einsatzstellen weiträumig eingesetzt wurden.
Erst die Auslieferung der Elektrotriebwagen der Baureihen 424–426, die Ausrüstung einer größeren Zahl von Lokomotiven der Baureihen 110 und 143 mit der 36-poligen Wendezugsteuerung sowie die Vergabe von Regionalverkehrsleistungen an private Eisenbahnunternehmen bedeuteten massive Einschnitte in die Einsatzfelder der Baureihe 141, die sich zunächst aus Franken und Bayern, dem Saarland, vorläufig aus Hessen, schließlich aus Rheinland-Pfalz, Nordrhein-Westfalen, Hamburg und Schleswig-Holstein, zum Schluss auch aus Bremen und Niedersachsen verabschiedete.
Die nicht mehr benötigten Lokomotiven wurden größtenteils verschrottet. Besondere Verwendungsmöglichkeiten fanden sich für 141 046, die von 1995 bis zu ihrer Verschrottung im Jahr 2007 als elektrische Heizlok in Hannover eingesetzt wurde, 141 068, die zu Schulungszwecken im Bw Frankfurt (Main) erhalten blieb, 141 160, 1989 bis 2005 ebenfalls als Heizlok in Northeim eingesetzt wurde, und 141 161, die in Kreiensen als Übungsobjekt für DB Netz Notfalltechnik diente und seit 2005 bis heute (31. Dezember 2011) im Bw Fulda abgestellt ist.
Am 31. Dezember 2005 betrug die Stückzahl an Betriebslokomotiven der Baureihe 141 noch fünf Exemplare (exklusive der von DB Regio Frankfurt an das Eisenbahnmuseum Darmstadt-Kranichstein verliehenen betriebsfähigen 141 228), auf die Standorte Frankfurt (141 400, 401, 402 sowie 439), wohin die Maschinen aufgrund eklatanten Lokmangels noch einmal zurückgekehrt waren, und Braunschweig (141 083) verteilt.
Nach Abstellung des letzten Braunschweiger „Knallfrosches“ (141 083) im Februar 2006 wurde Frankfurt am Main das Auslauf-Betriebswerk der Baureihe 141. Von Dezember 2005 bis Anfang Juni 2006 verkehrte eine der vier letzten Maschinen planmäßig im RegioTram-Ersatzverkehr zwischen Kassel und Melsungen; bei Bedarf liefen die Loks in Umlaufplänen anderer Baureihen quer durch Hessen. Nach Abstellung sechs wesentlich jüngerer Frankfurter 143er im Oktober 2006 kamen die letzten vier Maschinen zusammen mit der Museumslok 141 228 noch einmal planmäßig auf der Main-Weser-Bahn zwischen Kassel, Gießen und Dillenburg oder vor Sonderleistungen zum Einsatz. Nach der Umstellung der lokbespannten Main-Weser-Regionalbahnen auf den mit Triebwagen gefahrenen Mittelhessen-Express zum Fahrplanwechsel am 10. Dezember 2006 verloren sie ihr letztes Einsatzgebiet. Nach sechsmonatiger Abstellung in Frankfurt wurden drei (400, 402 und 439) der vier letzten noch nicht ausgemusterten, aber seit dem 29. Dezember 2006 zurückgestellten 141er zur Verschrottung nach Opladen überführt, 141 401 ist als Ausstellungsstück bei Bombardier in Kassel neben einer Lok der Baureihe 44 erhalten geblieben. Sie wurde von der Museumslok 141 228 im Dezember 2007 nach Kassel überführt.

## Museumslokomotiven
Museal erhalten blieben die Loks:

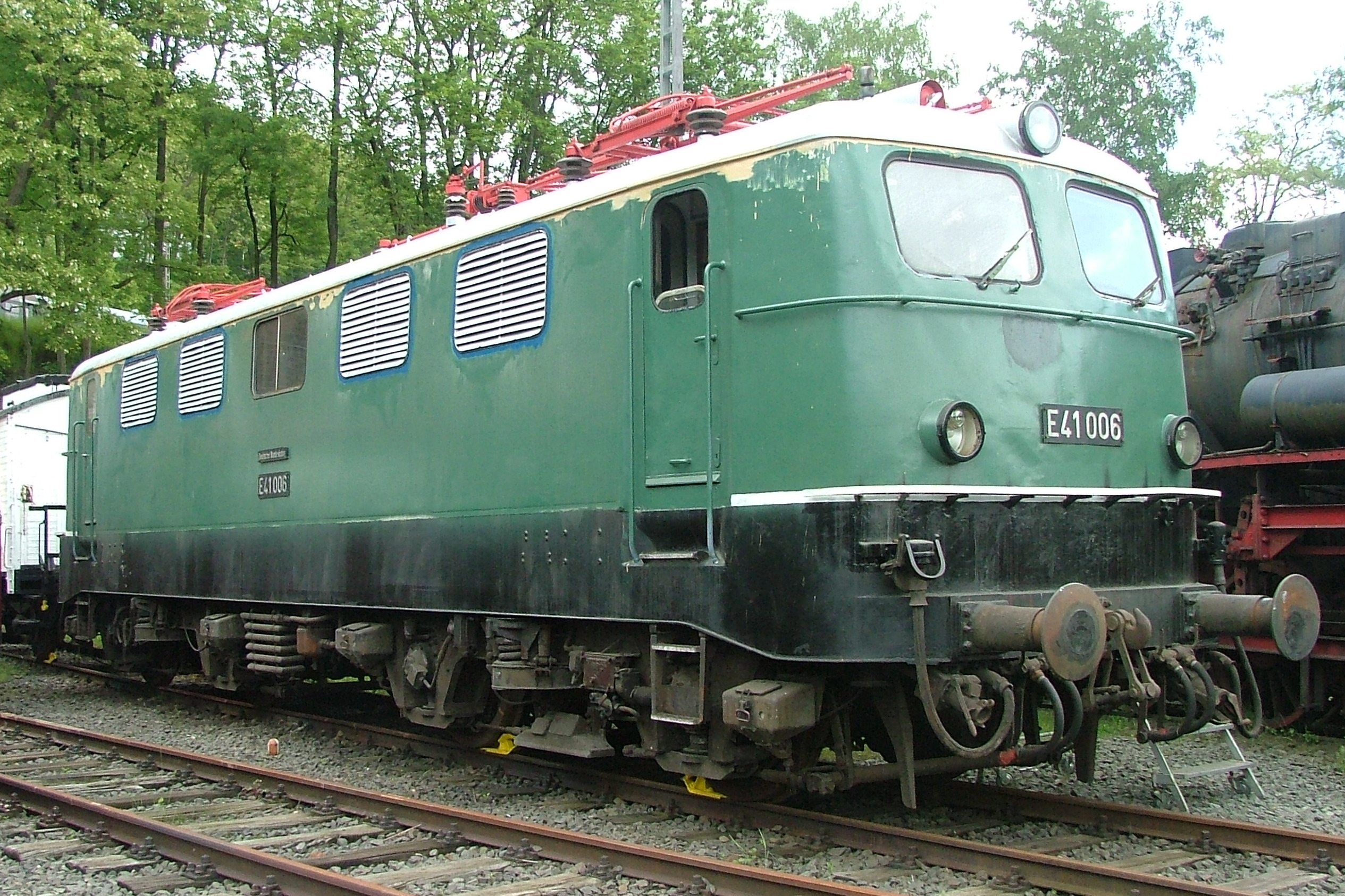
E 41 006 im Eisenbahnmuseum Dieringhausen (2006)

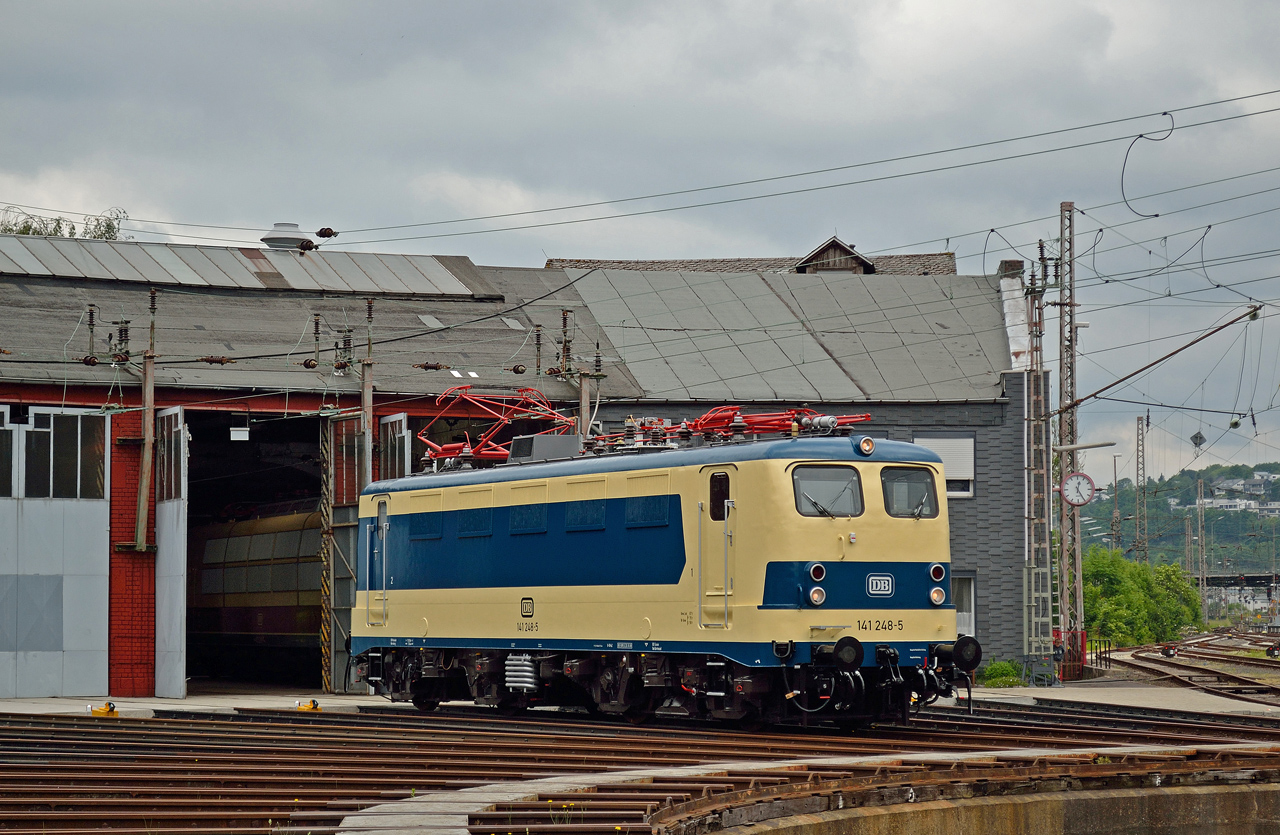
141 248 mit dem S-Bahn-Versuchslack im Südwestfälischen Eisenbahnmuseum Siegen (Mai 2016).

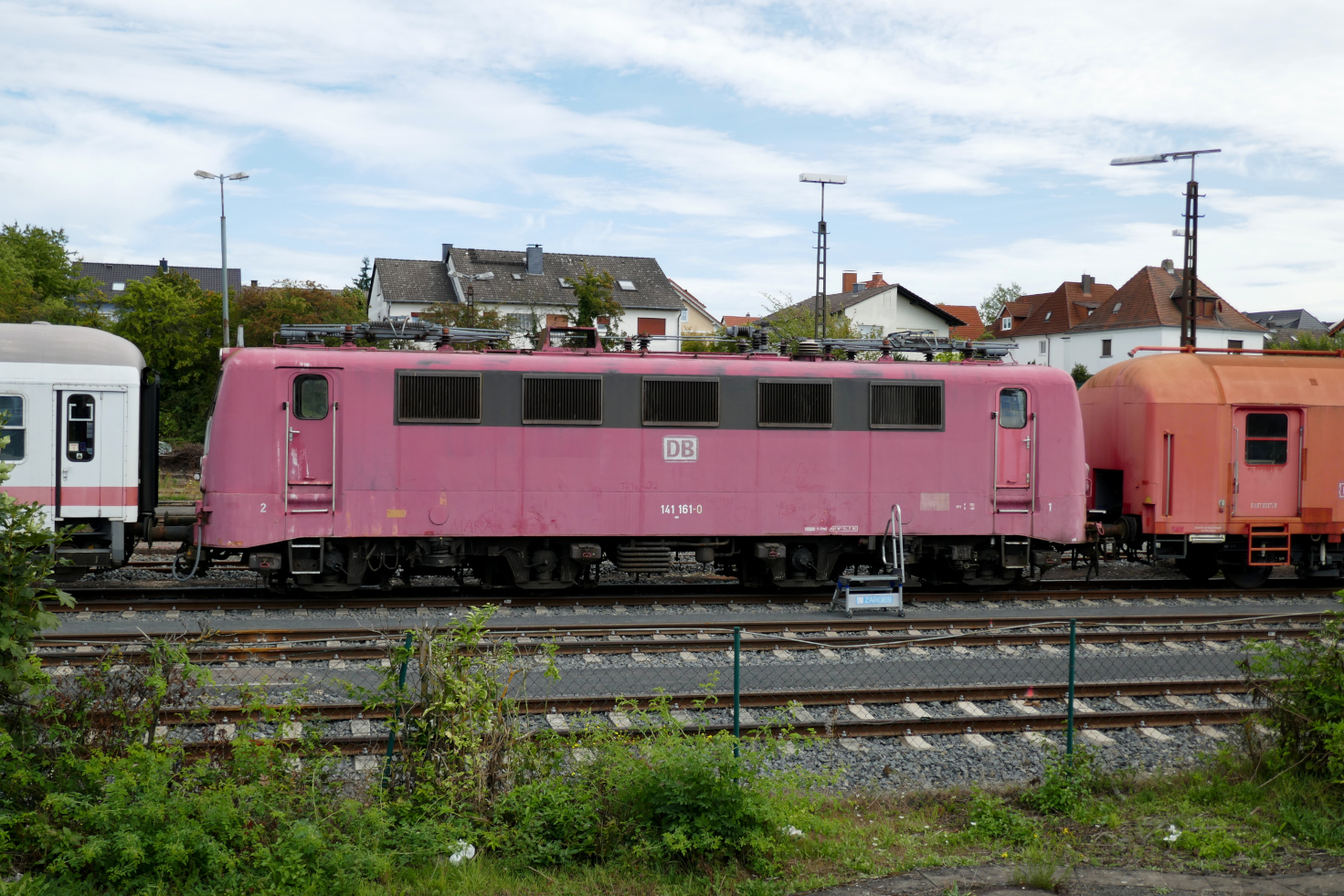
141 161 in Fulda (2023)

- E 41 001 (Vorserienlok, Lackierung: kobaltblau, DB Museum Koblenz)
- E 41 006 (Vorserienlok, Lackierung: kobaltblau[8], SVG Eisenbahn-Erlebniswelt Horb)
- 141 011 (Lackierung: grün, DB Regio, Leihgabe an Traditionsverein Bw Nürnberg Hbf)
- 141 055 (Lackierung: grün, DB Museum Koblenz, Ersatzteilspender für E 41 001)
- 141 083 (Lackierung: verkehrsrot, DB-Museum, Leihgabe Bayerisches Eisenbahnmuseum)
- 141 228 (Lackierung: grün, DB Regio, Leihgabe an Eisenbahnmuseum Darmstadt-Kranichstein, betriebsfähig[9])
- 141 248 (Lackierung: S-Bahn-Versuchslack, DB-Museum, Standort DB Museum Nürnberg)
- 141 366 (Lackierung: verkehrsrot, DB Museum Koblenz)
- 141 401 (Lackierung: verkehrsrot, Kasseler Ausstellungsstück neben Dampflok der DR-Baureihe 44)

Weiterhin vorhanden sind:
- 141 161 (Lackierung: orientrot, Notfallübungslok in Fulda)
- 141 068 (Lackierung: grün, ex Lokführerschulungsobjekt in Frankfurt/Main, nicht betriebsfähig zum Verkauf bei DB Gebrauchtzug)

Lange Zeit erhalten geblieben und deswegen erwähnenswert ist auch 141 160, die als erste Lok der Baureihe 141 1988 ausgemustert und bis Dezember 2005 als stationäre Heizanlage im Betriebswerk Northeim diente; sie wurde inzwischen an Ort und Stelle zerlegt. Auch 141 046 (Lackierung: ozeanblau-elfenbein, ehemalige Trafolok im Ausbesserungswerk Hannover-Leinhausen) ist zwischenzeitlich vor Ort verschrottet worden.